# تصفيف ضوئي

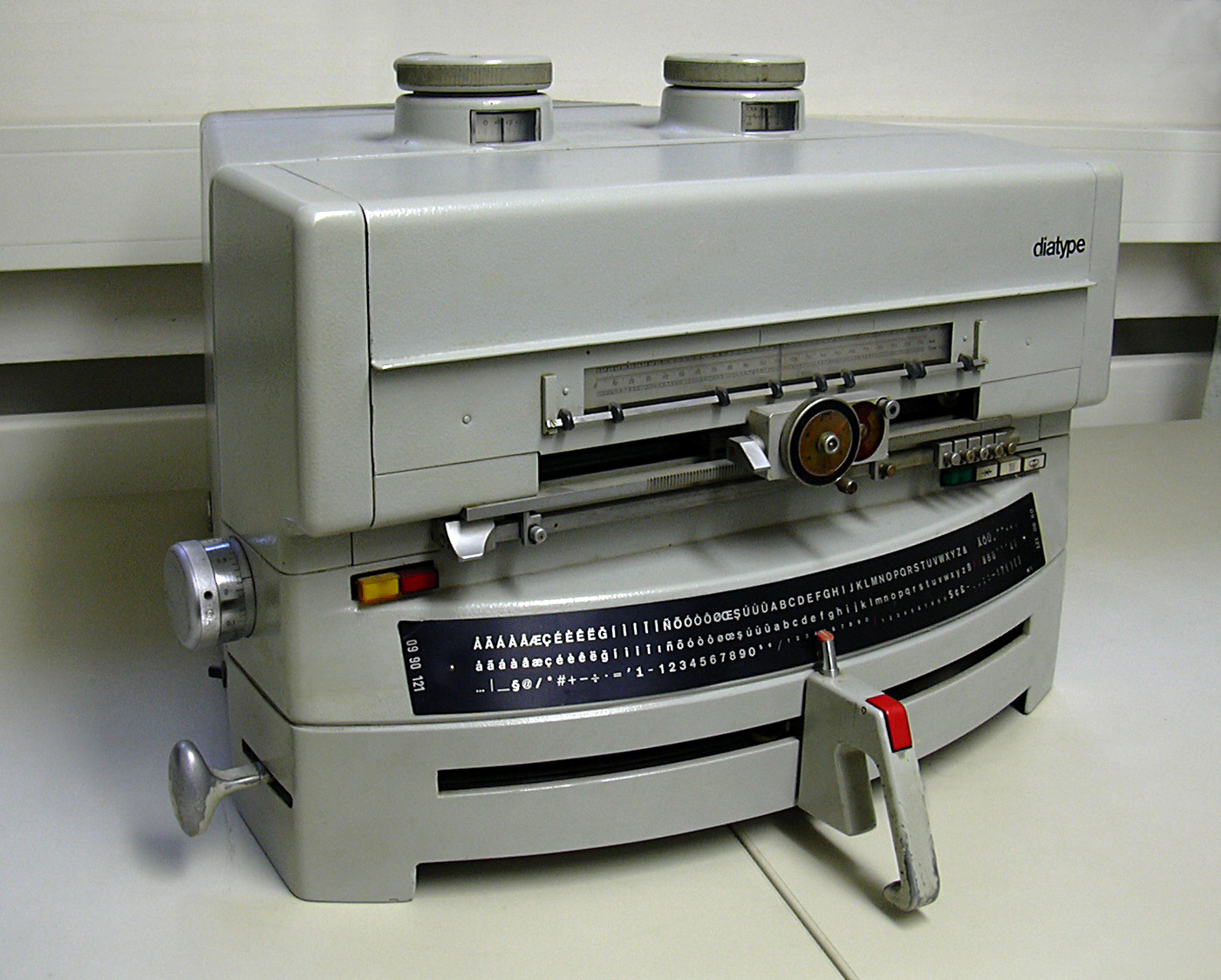

التنضيد الضوئي أو التصفيف الضوئي هو إحدى طرق التنضيد، تجاوزه الزمن مع شيوع الحواسيب الشخصية وبرامج النشر المكتبي، وهو يستخدم عملية فوتوغرافية لتوليد أعمدة من الحروف على لفيفة من الورق الفوتوغرافي.
يُظهر التنضيد الضوئي الأول الضوء بسرعة من خلال صورة سالبة للفيلم لكل حرف على شكل خط، ثم من خلال عدسة تضخم حجم الحرف أو تصغره على ورق فوتوغرافي، والذي يجمع على بكرة في علبة واقية من الضوء. بعد ذلك، يوضع الورق أو الفيلم الفوتوغرافي في معالج -وهو آلة تسحب الورق أو شريط الفيلم عبر مغطسين أو ثلاثة من المواد الكيميائية- حيث تظهر جاهزة للصق أو الترتيب. استخدمت آلات التنضيد الضوئي اللاحقة أساليب بديلة، مثل عرض حرف رقمي على شاشة سي آر تي.
يوفر التنضيد الضوئي العديد من المزايا مقارنةً بالتنضيد بالمعادن، بما في ذلك عدم الحاجة إلى الاحتفاظ بمصفوفات معدنية ثقيلة بين المعدات، والقدرة على استخدام مجموعة أكبر بكثير من الخطوط والرسومات وطباعتها بأي حجم مرغوب، بالإضافة إلى إعداد تخطيط الصفحة بشكل أسرع.

## نبذة تاريخية

### خمسينيات القرن العشرين وستينياته

#### آلات التنضيد الضوئي الأولية
تُظهر آلات التنضيد الضوئي الحروف على الفيلم لطباعة الأوفست. في عام 1949، طوّرت شركة فوتون في كامبريدج بماساتشوستس معداتٍ قائمة على اللوميتايب التي اخترعها رينيه غونيه ولويس مارود. وقد استُخدمت اللوميتايب فوتون لأول مرة في إعداد كتاب منشور بالكامل في عام 1953، ولصناعة الصحف في عام 1954. أنتجت شركة ميرغنثالر اللاينوفيلم باستخدام تصميم مختلف، وأنتجت شركة مونوتايب صورة المونو. تلتها شركات أخرى مع منتجات من بينها الألفاتايب والفاريتايبر.
كان التقدم الكبير الذي وفرته آلات التنضيد الضوئي مقارنة بآلات اللاينوتايب التي تعمل بالمعادن المنصهرة هو التخلص من الحروف المعدنية، وقد كانت خطوة انتقالية لم تعد مطلوبة بمجرد أن أصبحت طباعة الأوفست الطباعة الدارجة. يمكن أيضًا استخدام هذه التقنية التي لا تعتمد على المعادن المصهورة في بيئات المكاتب، بينما لم يكن بالإمكان استخدام آلات المعادن المصهورة هناك (مثل اللاينوتايب لشركة ميرغنثالر، والإنترتايب لشركة هاريس، والمونوتايب). انتشر استخدام التنضيد الضوئي بسرعة في ستينيات القرن الماضي عندما طُوّر برنامج لتحويل النسخة المطلوبة، المكتوبة عادةً على شريط ورقي، إلى رموز تتحكم بالحروف الضوئية.
أنتجت شركة فوتون آلة زيب 200 لتوفير سرعات أكبر بكثير من أجل مشروع ميدلارس التابع للمكتبة الوطنية للطب وأنتجت شركة ميرغنثالر اللاينوترون. يمكن لآلة زيب 200 أن تُنتج نصًا بمعدل 600 حرف في الثانية الواحدة، وذلك باستخدام ومضات عالية السرعة خلف اللوحات مع صور الأحرف المراد طباعتها. يملك كل رمز ومضة زينون منفصلة وجاهزة للعمل دائمًا. يضع نظام منفصل من البصريات الصورةَ على الصفحة.